# Guvernul Dimitrie Brătianu
Guvernul Dimitrie Brătianu a fost un consiliu de miniștri care a guvernat România în perioada 10 aprilie - 8 iunie 1881.

## Componența
- Președintele Consiliului de Miniștri

Dimitrie Brătianu (10 aprilie - 8 iunie 1881)
- Ministrul de interne

Eugeniu Stătescu (10 aprilie - 8 iunie 1881)
- Ministrul de externe

Dimitrie Brătianu (10 aprilie - 8 iunie 1881)
- Ministrul finanțelor

ad-int. Colonel Nicolae Dabija (10 - 28 aprilie 1881)
Dimitrie A. Sturdza (28 aprilie - 8 iunie 1881)
- Ministrul justiției

Mihail Pherekyde (10 aprilie - 8 iunie 1881)
- Ministrul de război

General Gheorghe Slăniceanu (10 aprilie - 8 iunie 1881)
- Ministrul cultelor și instrucțiunii publice

Vasile Alexandrescu Urechia (10 aprilie - 8 iunie 1881)
- Ministrul agriculturii, comerțului și al lucrărilor publice

Colonel Nicolae Dabija (10 aprilie - 8 iunie 1881)

## Sursa
- Stelian Neagoe - "Istoria guvernelor României de la începuturi - 1859 până în zilele noastre - 1995" (Ed. Machiavelli, București, 1995)

| Precedat(ă) de: Guvernul Ion C. Brătianu (3) | Guvernul Dimitrie Brătianu 10 aprilie - 8 iunie 1881 | Succedat(ă) de: Guvernul Ion C. Brătianu (4) |